# تیم شیلدز
تیم شیلدز (به انگلیسی: Tom Shields) (زادهٔ ۱۱ ژوئیهٔ ۱۹۹۱) شناگر اهل ایالات متحده آمریکا است.